# Henry Sidambarom
Henry Sidambarom, né le 5 juillet 1863 à Capesterre-Belle-Eau (Guadeloupe) et mort le 21 septembre 1952, est un homme politique guadeloupéen issu d’une famille d’origine indienne. Juge de paix du canton de Capesterre-Belle-Eau, il a lutté toute sa vie contre l'engagisme et pour l'accession à la citoyenneté française des travailleurs originaires de l'Inde en Guadeloupe.

## Biographie
Faisant suite à l'abolition de l'esclavage de 1848, qui provoque une pénurie de main-d’œuvre sur les plantations, les premiers travailleurs indiens sont emmenés comme « engagés » et débarquent en Guadeloupe le 24 décembre 1854, à bord du navire L'Aurélie. Ils seront emmenés par milliers jusqu'en 1889 à partir des ports de la côte de Coromandel, de Pondichéry, de Madras, ou de Calcutta. 
Près de neuf années plus tard, naît Henry Moutou Sidambarom dans une famille Tamoule, dans la commune de Capesterre-Belle-Eau, où se sont installés ses parents dont le père est originaire des Indes anglaises.
En 1884, il est employé au bureau central de l'immigration indienne à Basse-Terre et entame la lutte pour l'émancipation des travailleurs originaires de l'Inde, victimes de discrimination. En 1897, Henry Sidambarom est élu conseiller municipal de Capesterre-Belle-Eau. 
En janvier 1904, il se fait inscrire sur la liste électorale pour les municipalités et inscrit des Indiens sur cette liste. Le 23  février  1904, le gouverneur M. le Vicomte de la Loyère conteste cette liste électorale. De son engagement s'ensuit la prison et un long procès de près de vingt ans (de février 1904 à avril 1923). En 1905, Henry Sidambarom adresse sa première lettre, une pétition, à Étienne Clémentel (ministre des Colonies), où il expose son cas,. À la suite de ce procès historique, Raymond Poincaré, ancien président de la République française et président du Conseil des ministres de l'époque, décide d'octroyer définitivement la nationalité française aux ressortissants indiens de la Guadeloupe, ainsi que le droit de vote.
En 1924, il sort la première édition du livre Procès Politique préfacé par Adolphe Cicéron, ancien sénateur de la Guadeloupe, édité par la Presse Américaine de Pointe-à-Pitre.
En 1945, il est nommé juge de paix.[réf. nécessaire].
En 1948, le conseil municipal de Capesterre-Belle-Eau et le conseil général de la Guadeloupe demandent conjointement que lui soit décerné la Légion d'honneur.

## Hommages rendus à Henry Sidambarom
- En 1981, lors de l'officialisation du jumelage entre Pondicherry et Basse-Terre, un hommage est rendu à Henry Sidambarom[9] :
  - inauguration de l'avenue Sidambarom à Basse-Terre
  - une stèle à Fonds-Cacao à Capesterre-Belle-Eau
  - fondation du Comité Henry-Sidambarom, officialisé en 1988
- En 2013, le prix Félix-Éboué lui est consacré, dans le cadre du 150e anniversaire de sa naissance[10]. Un buste à son effigie sera posé à Karikal (Inde)[9]. En décembre 2013, l'ambassadeur de l'Inde, Shri Arun K. Singh, assiste à l'invitation du comité Henry-Sidambarom, aux célébrations organisées pour fêter le 150e anniversaire de la naissance de Henry Sidambarom[11].
- En 2020, le conseil régional de la Guadeloupe décrète l'année 2020 « année Sidambarom », un rappel de sa lutte[12].
- Le 26 mai 2024, Capestte-Belle-Eau lui rend hommage en inaugurant une stèle à l'entrée de la section Fonds Cacao[13].

### Filmographie
- Raconte moi... Sidambarom, documentaire réalisé en 2012 par trois classes élémentaires de la circonscription de Capesterre-Belle-Eau, avec la collaboration des réalisateurs Dimitry Zandronis et Edmond Beaugendre[14].
- Henry Sidambarom : jusqu’au bout du rêve, documentaire réalisé en 2014 par Raymond Philogène[15]